# Anaphothrips spartina
Anaphothrips spartina är en insektsart som beskrevs av Ian A. Hood 1939. Anaphothrips spartina ingår i släktet Anaphothrips och familjen smaltripsar. Inga underarter finns listade i Catalogue of Life.